# Francisco Tario
Francisco Tario, seudónimo de Francisco Peláez (Ciudad de México, 9 de diciembre de 1911-Madrid, España, 30 de diciembre de 1977), fue un escritor mexicano.

## Biografía
Tario es considerado como un autor marginal por no haber formado parte de ninguna corriente literaria ni haberse integrado a grupo literario alguno, y por ser desconocido durante muchos años. Cultivó el cuento, la novela y el teatro. Se le ha comparado con Rulfo por el mundo personal que se inventó para sus escritos, así como por las características de sus personajes, los cuales, no obstante, tienen su propia originalidad. Sus temas abarcan la limitación sensorial del hombre para percibir la vastedad del mundo que lo rodea, pero sin perder de vista el sentido del humor, la aparición de lo insólito, lo extravagante y lo grotesco, que lo alejan del tradicionalismo de otros autores, razón por la que es considerado precursor de la narrativa fantástica mexicana de los años cincuenta.

## Su obra
En la mayoría de los cuentos de La noche le da el habla a objetos y animales para contar desde su punto de vista y, cuando se trata de seres humanos son seres enajenados, al borde de la locura o, inclusive desde la muerte, en tanto son fantasmas, que pueden ignorar que lo son, como en el caso de La noche de Margaret Rose.
Individuo de intereses múltiples (fue portero de fútbol semiprofesional, astrónomo y pianista), publicó la novela Aquí abajo (1943) y el libro de cuentos La noche (1943), Tapioca Inn: mansión para fantasmas (1952) y Una violeta de más (1968), entre otros. De forma póstuma fueron editadas su novela Jardín secreto (1993) y las piezas teatrales de El caballo asesinado (1968). Su obra cuentística completa se halla en Francisco Tario, Cuentos completos (2 volúmenes, 2003).
En 2011 su hijo Julio comparte en distribución gratuita, con ayuda del Instituto Nacional de Bellas Artes, Dos guantes negros, librito que contiene un poema y dos cuentos de consumo casero dedicados a sus hijos Sergio y Julio; los textos fueron encontrados en una cómoda de estilo barroco y colonial que pertenecía a Francisco y donde guardaba algunos álbumes fotográficos, recortes periodísticos, grabaciones, entre otras muchas cosas, y de donde también salieron a la luz El caballo asesinado y la novela Jardín secreto.

## Libros

### Publicados en vida
- La noche. Antigua Librería Robredo. 1943. (Cuentos).
- Aquí abajo. Antigua Librería Robredo. 1943. (Novela).
- Equinoccio. Antigua Librería Robredo. 1946. (Varia invención).
- La puerta en el muro. Costa Amic. 1946. (Varia invención).
- Yo de amores qué sabía. Los Presentes. 1950. (Varia invención).
- Breve diario de un amor perdido. Los Presentes. 1951. (Varia invención).
- Acapulco en el sueño. Con fotografías de Lola Álvarez Bravo. Nuevo Mundo. 1951. (Varia invención).
- Tapioca Inn. Mansión para fantasmas. Fondo de Cultura Económica. 1952. (Cuentos).
- Una violeta de más. Cuentos fantásticos. Joaquín Mortiz. 1968. (Cuentos).

### Compilaciones, reediciones y rescates póstumos
- La noche del féretro y otros cuentos de la noche. Novaro. 1958. (Antología de cuentos).
- El caballo asesinado y otras piezas teatrales. Dirección de Difusión Cultural, Departamento Editorial, UAM. 1988. (Teatro).
- Jardín secreto. Joaquín Mortiz. 1993. (Novela).
- Acapulco en el sueño (facsimilar). Con fotografías de Lola Álvarez Bravo. Fundación Cultural Televisa. 1993. (Varia invención).
- Cuentos completos I y II. Lectorum. 2004.
- Aquí abajo. Conaculta. 2011. (Novela).
- Dos guantes negros. Instituto Nacional de Bellas Artes. 2011. (Textos no coleccionados).
- La noche. Colección Ars Brevis.  Ediciones Atalanta. 2012. ISBN 9788493846626. (Antología de cuentos).
- La desconocida del mar y otros textos recuperados. Ficticia Editorial. 2013. ISBN 9786075210124 (Textos no coleccionados).
- Obras completas 1. Cuentos. Varia invención. Fondo de Cultura Económica. 2015. ISBN 978-6071620125.
- Obras completas 2. Novela. Teatro. Textos no coleccionados. Fondo de Cultura Económica. 2016. ISBN 978-6071637604.